# William James Beal
William James Beal, född 11 mars 1833 i Adrian, Michigan, USA, död 12 maj 1924 i Amherst, Massachusetts var en amerikansk botaniker. Han beskrivs som en pionjär inom hybridmajs och grundade W. J. Beal Botanical Garden, en botaniskt trädgård belägen på campus tillhörande Michigan State University.
Auktorsnamnet Beal kan användas för William James Beal i samband med ett vetenskapligt namn inom botaniken; se Wikipediaartiklar som länkar till auktorsnamnet.